# 訓令支援組
訓令支援組（英文：Briefing Support Unit，縮寫：BSU）於1988年成立，隸屬於香港警務處行動部，其主要責任為針對反恐行動闡釋地圖、建築圖則及製作模型，供予其他部門作為參考、行動策劃、訓令及調查用途，同時用以喚醒重大事件中的涉及人物或重大罪行中的證人的記憶，以及供作香港法庭舉行聆訊時使用。

## 組織
訓令支援組由一名總督察出任主管，僅在有需要時才會集合，崗位屬於兼任職務。。

## 歷史
1980年代，世界各國發生多宗恐怖活動，為世界各國警察帶來警號。警察隊為防範未然，未雨綢謬，提高反恐和處理嚴重罪案的警察力量，於1987年，警察隊開始統籌一支專門負責繪畫圖積及製作立體模型，以協助其他部門於行動上使用的部門；擁有土木工程系學術背景的主任主管錢志聰為統籌者之一。1988年，訓令支援組正式成立。
1992年，針對石崗難民營發生火災，訓令支援組首次製作模型。
2010年，訓令支援組已經完成了香港島大部份、整個灣仔區、尖沙嘴部份、整座香港國際機場及整座立法會大樓等模型，用作警隊任何行動，包括戰術性計劃及人群管制任務的指揮用途等。

## 歷任主管
- 錢志聰總督察（1994年至2002年）
- 錢志聰警司（2002年至2012年）[3]
- 古展鵬總督察

## 遴選
成立初期，訓令支援組偏重以學歷及技術背景為遴選條件，例如傾向持有工程學、輪船或者飛機設計等學術資格、認識及技巧的人員。後來於實際環境時發現，逐漸轉為揀選本身對模型製作具備濃厚興趣、高度耐性及富有想像力，並且可以於限定資源及時間內完成指標的人員。

## 訓練
投考加入訓令支援組的人員通過遴選後，需要先接受為期一週的基本訓練〈包括圖則分析等等〉，通過訓練及考核後，方才能夠成為訓令支援組正式一員。加入組後，人員亦需要接受更多培育訓練，包括參加製作模型證書課程等，以不斷提升其專業水平。

## 大事記
- 1992年石崗難民營火災
- 1992年蘭桂坊人踩人事件
- 1996年嘉利大廈火災
- 1997年美孚新邨火災
- 1998年養和醫院腎科醫療事故
- 2000年喜靈洲暴動
- 2002年翠竹花園爆炸事件
- 2003年屯門公路雙層巴士墮坡事故
- 徐步高槍擊案
- 2009年何文田配水庫開鎗事件
- 2010年馬尼拉人質事件[6][7]，訓令支援組共動用11名人員執行任務，為求達至成本效益，其中康泰旅行社的旅遊巴士交由外判公司負責製造基模（費用為50,000港元，用了4週時間製作），期後訓令支援組為旅遊巴士進行加工工作，包括製作詳細以及細微內容（用了5週時間製作），以免調查資料外泄。至於黎剎公園實景模型，則由訓令支援組製作（費用為近20,000港元）。由於案件發生於香港外，故此派出3名人員到菲律賓為行動預備蒐集資料，包括使用鐳射度尺及攝影大量照片等[8][9][10][11][12][13][14][15][16]。